# ابوالحارث احمد فریغونی
ابوالحارث احمد (درگذشته پیرامون سال ۱۰۰۰ میلادی) سومین فرمانروای دودمان فریغونی در گوزگان بود و از ۹۸۲ تا ۱۰۰۰ فرمانروایی کرد. او پسر و جانشین ابو‌الحارث محمد بود.

## زندگی‌نامه
در ۹۸۲، پدر ابوالحارث درگذشت و پادشاهی در اوج به او رسید. در ۹۹۰، ابوالحارث به دستور امیر سامانی نُوح دوم برای سرکوب شورش فرمانده تُرک، فائق خاصه, فرستاده شد، ولی شکست خورد و ناچار به گریز شد.
پس از اندکی، پیوند ابوالحارث با بلندپایه‌ای غزنوی و سردار سامانی، سبکتکین و پسرش محمود  نزدیک شد؛ آنان به همراه هم در «هرات» به فائق خاصه و ابوعلی سیمجور تاختند و پیروزی بی‌چون‌وچرا بر ایشان به‌دست آوردند. همچنین با پیوند دوگانهٔ زناشویی هم‌پیمان شدند؛ پسر ابوالحارث، ابو‌النصر محمد دختر سبکتکین را و محمود یکی از دختران ابوالحارث را به همسری گرفت. در همین زمان، سامانیان به‌تندی رو به نابودی نهادند. سبکتکین در ۹۹۷ درگذشت و پادشاهی‌اش به زودی در جنگ دورن‌دودمانی میان پسرانش محمود و اسماعیل فرو رفت. در این جنگ درون‌دودمانی، ابوالحارث بی‌طرف ماند و تا ۹۹۸، محمود توانست پیروز بیرون آید و اسماعیل کمی در دربار ابوالحارث زندگی کرد. پس از یک سال، بازمانده‌های فرمانروایی سامانی از سوی خان قراخانی به چنگ آورده شد.
ابوالحارث پیرامون سال ۱۰۰۰ درگذشت و جانشینش پسرش ابو‌النصر محمد شد که به‌زودی به پیروی غزنویان درآمد.